# يورينغ
يورينغ وتكتب (بالدنماركية: Hjørring) تنطق بالدنماركية: [jɶɐ̯e̝ŋ]  هي أكبر مدينة في منطقة شمال يولاند من مملكة الدانمارك، والمدينة المركزية في بلدية يورينغ. عدد سكانها 25,741 نسمة (1 كانون الثاني 2021).
تتميز المدينة بموقعها المركزي في منطقة ذات كثافة سكانية منخفضة. رغم أنه لا يوجد بها ميناء مثل العديد من المدن الكبرى الأخرى، إلا أنها تعتبر المدينة التجارية في المنطقة فهي واحدة من أقدم مدن الدانمارك، وقد احتفلت بالذكرى 750 لتأسيسها كمدينة تجارية (مدينة سوق تجاري) في عام 1993.
تبعد يورينغ مسافة 50 كم تقريبًا شمال آلبورغ. ومسافة 30 كم غرب فغيدريكسهاون، وقرابة 60 كم جنوب غرب سكاجن.

## التسمية
تم ذكر اسم المدينة لأول مرة على ميدالية ذهبية يعود تاريخها إلى منتصف القرن الثاني عشر بلفظ هيرنجا (Heringa)، ثم في السجل العقاري للملك فالديمار في القرن الثالث عشر بلفظ يورنجي (Jhoringy)، وكذلك في اللغة الإسكندنافية القديمة قرابة عام 1260 مع اختلاف في بعض الحروف (Jorungi).  هناك فرضية لأصل الاسم بأنه يتكون من جزأين: Hjórr (بمعنى سيف) ونهاية نموذجية للمدن الدنماركية القديمة (-ing)، ولكن ذلك غير مؤكد

## تاريخ المدينة

### العصور القديمة
تم بناء جزيرة التل المعزولة التي تقع عليها الأجزاء المركزية من مدينة يورينغ في الوقت الحالي منذ العصور القديمة، والتي تتميز بموقعها المركزي في وسط منطقة شمال يولاند، والذي كان مكانًا طبيعيًا للقاء سكان المنطقة عندما أرادوا التجمع.
يوجد في المنطقة مايقارب 100 موقع أثري قديم وهي محمية نذكر منها: خمسة تلال تقع مقابل كلية يورينغ، وخمس تلال كانت أماكن دفن، تم هدم آخرها في عام 1937م؛  وتم الكشف عن 3 مقابر محمية من العصر البرونزي.
يوجد 8 من المقابر المميزة التي تعود إلى العصر الحجري في شمال يولاند، وعثر فيها على اكتشافات جيدة، وبالأخص قطع من الفخار تعود للعصر الحديدي الروماني القديم، بالإضافة إلى قطع وأوعية من الرونز والذهب والفضة وهي معروضة في متحف فيندسيسيل التاريخي.

### العصور الوسطى
في فترة العصور الوسطى، تم المحافظة على الشكل القديم للمدينة، وأصبحت المدينة أيضًا مكانًا للقاء رجال الدين. وفي أوائل العصور الوسطى، حصلت المدينة على 3 كنائس: سانكت هانز وسانكت أولاي وسانكت آنا كابيل. بالإضافة إلى ذلك، كانت هناك كنيسة صغيرة للقديس كنود، وفي نهاية القرن الخامس عشر، تم إنشاء كنيسة سانكت آنا أيضًا والتي يعتقد أنه تم إلحاق مستشفى بها.
وتم العثور على خطاب مؤرخ في 24 أبريل 1408 ملخصه أن أحد سكان البلدة، أرسل مزاع في المدينة إلى الملكة مارغريت الأولى.
لايمكن التحديد بالضبط متى ظهر المجتمع الحضري في البلدة، أصدر الملك إريك الرابع بلوفبنينج كان قد أصدر أقدم خطاب امتياز في تاريخ 31 مارس 1243 ومنح من خلاله المدينة نفس حقوق فيبورغ. ثم ضم كريستيان الأول المدينة إلى حمايته في 28 فبراير 1459.  تم تأكيد الامتيازات من خلال رسائل جديدة بتاريخ 19 أبريل 1484، و 30 أكتوبر 1505، و 23 سبتمبر 1514.
في الفترة 1147-1150، تم سك العملات المعدنية في المدينة. حيث تم العثور على نقش (Heringa)، وهو الاسم اللاتيني لـ "Hjørring" مدينة يورينغ.
هناك أيضًا العديد من الدلائل على أن أسقف منطقة شمال يولاند، على وجه التقريب كان يسكن في المدينة في فترة القرن الثاني عشر، كان يسكن في المدينة.

### عصر النهضة

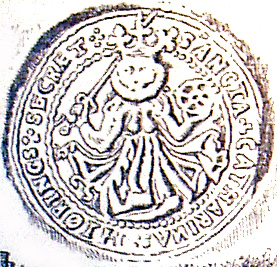
ختم مدينة يورينغ 1650

كان القرن السادس عشر هو فترة انحطاط. حيث توقفت أنشطة في وقت ما في عشرينيات القرن الخامس عشر، واختفت الأديرة الغنية التي كانت لها علاقات تجارية مع المدينة. وأصبح عداء كليمان أيضًا مكلفًا بالنسبة ليورينج، حيث كان على المواطنين دفع فديات كبيرة وتعويضات. قرابة عام 1570م دمر حريق عنيف المدينة. في عام 1549م حصلت المدينة على مدرستها اللاتينية الخاصة، تم إنشاء المدرسة وفقًا للرسالة الملكية المؤرخة 24 مايو 1549م، بتحريض من المطران أولوف كريسوستوموس، وكان مقرها في منزل حجري يقع في الجدار الشرقي المحيط بمقبرة سانكت كاثرين. تم تأكيد امتيازات المدينة خلال التكريم في فيبورغ في 16 يونيو 1584م، وفي 1 أغسطس 1590م أكد الملك أنه إذا أراد مواطن بيع ممتلكاته في المدينة، فيجب عليه تقديمه إلى مواطن آخر من البلدة وعدم بيعه لأحد من خارج البلاد. وبنفس المناسبة، تم منح المواطنين حق التسوق في مدينة آلبورغ ومحيطها، كما تم منح الإذن بإقامة السوق كل يوم خميس.
في عام 1602 انتشر مرض الطاعون في المدينة، وفي 1627-1629 تم إيواء القوات الإمبراطورية في المدينة وفي عام 1644م تم احتلال المدينة من قبل القوات السويدية.
في عام 1647م اندلع حريق عنيف آخر ودمر 17 مزرعة، وفي الفترة 1657-1658 احتلت المدينة مرة أخرى من قبل قوات العدو، الذين جوعوا السكان، وأصبحت الظروف في المدينة سيئة للغاية بحيث تم إلغاء القضاء القديم ووضعت السلطة في يد مأمور المدينة.

### في ظل الديكتاتورية
حتى خلال هذه الفترة، تمكن تجار المدينة من الحفاظ على معدل متوازن لعجلة الاقتصاد في البلدة، وعلى الرغم من عدم تمكنهم من الوصول المباشر إلى البحر، إلا أنهم تمكنوا من الاستفادة من تجارة القوارب.
في عام 1672 كان عدد سكان المدينة 782 نسمة، لكنها تراجعت في القرن الثامن عشر، وفي عام 1769 كان عدد سكانها 596 نسمة، وأطلق عليها في الأطلس الدانماركي «بلدة صغيرة ومنطقة ريفية غنية».
ونتيجة لإدخال ضريبة الاستهلاك في عام 1672 والذي كان صفعة شديدة في وجه تجارة المدينة؛  لم يعد المزارعون في المنطقة يذهبون إلى يورينغ لبيع سلعهم ولكنهم فضلوا التجارة مباشرة مع التجار الأجانب الذين اتصلوا بالمستوطنات على الساحل الغربي وخلال هذه الفترة انتقل العديد من التجار من المدينة، وفي عام 1693 لم يتبق سوى 76 عائلة، من بينهم 3 تجار، و 14 حرفيًا، و 3 صناع بيرة، و 26 مزارع، و 8 موظفين حكوميين، و 22 بدون مهنة. وبعد كارثة حريق عام 1702 التي حوّلت المدينة بأكملها تقريبًا إلى رماد، لم يتبقى سوى 14 منزلاً و 3 حظائر.
نتيجة للحرائق، قامت الدولة بمنح الإعفاءات الضريبية على مدى عدد من السنوات، ورغم ذلك لم تبدأ المدينة في التعافي إلا في القرن الثامن عشر.  وأقتصر النشاط الاقتصادي في المدينة على الزراعة الذي أصبح النشاط الأكثر أهمية.  وساعد في ذلك وجود المساحات الكبيرة من الأراضي المجاورة للمدينة وفي عام 1778 أصبحت المدينة مقرًا للطبي الجراح في المنطقة، كما تم بناء صيدلية في عام 1794. ونتيجة للقرار الملكي الصادر في 4 سبتمبر 1793، أصبحت يورينغ مقرًا لحاكم المقاطعة.

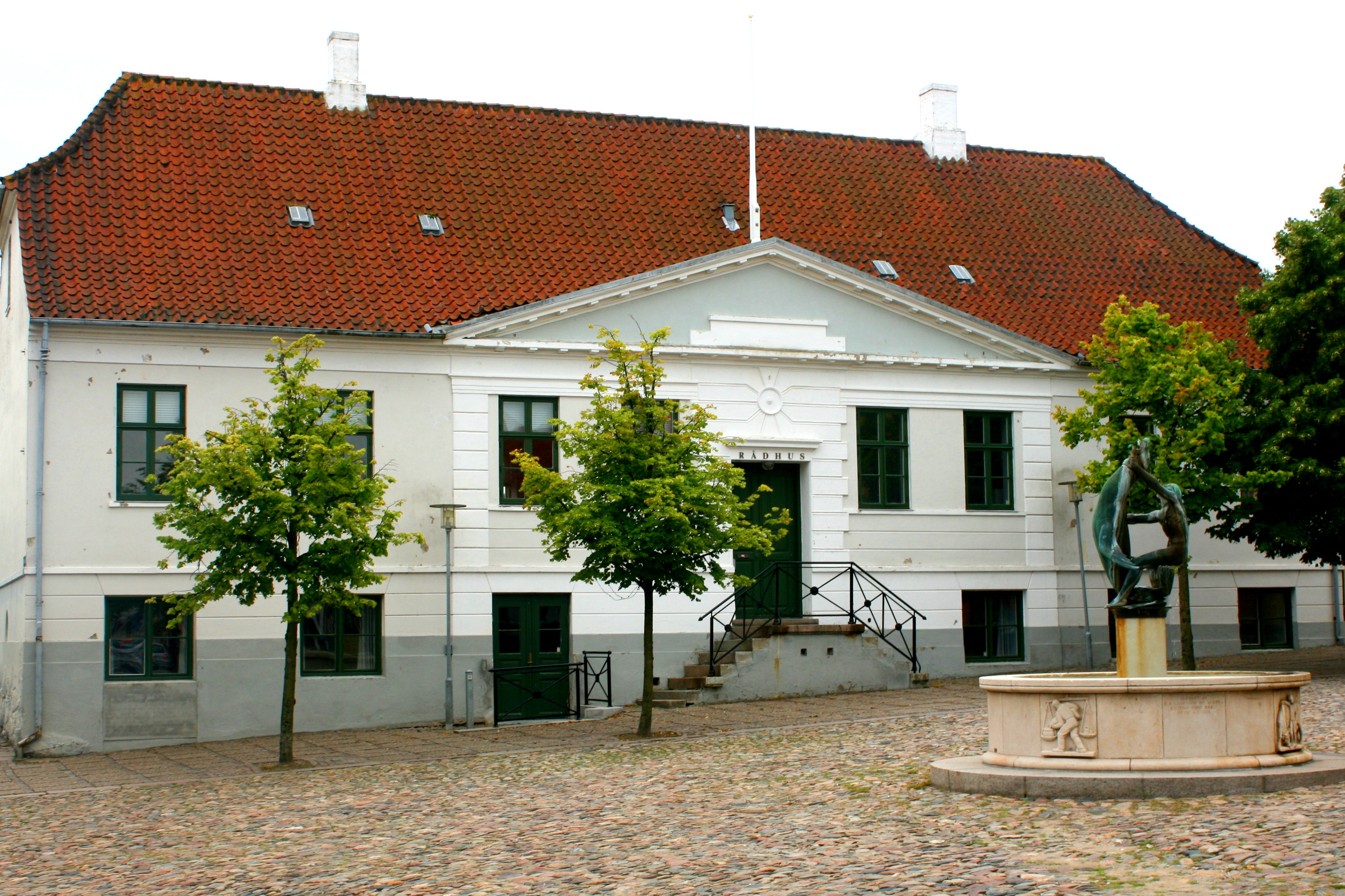
مبنى بلدية يورينغ القديم بني عام 1834

وضعت حرب 1807-1814 حداً للتجارة الساحلية مع النرويج، واستغرق الأمر عدة سنوات قبل استئنافها. هذا الأمر أعطى البلدة فرصة أهرى للنهوض،  وإضافة إلى ازدهار الزراعة وزيادة النشاط التجاري وبيع السلع، بدأت ظهور معالم لصناعات معينة تمييزت بها المدينة، فكان هناك مستودع كبير للحبال، والصباغ، وورشتين لسبك الحديد، وفي عام 1842 تأسست دار الطباعة، انعكس هذا النمو التجاري على زيادة عدد السكان؛ ففي عام 1801 كان عدد سكان البلدة 744 نسمة، حيث أصبح عدد سكانها 1914 عام 1850. وكان من أحد الأمور الهامة التي أدت لهذا التطور هو أيضًا توسيع شبكة الطرق التي أدت إلى تحسين الاتصال بمنطقة مستجمعات المياه. إضافة لبناء ميناء الشحن القديم في المدينة، وبناء الطريق المؤدي إلى آلبورغ وفريدريكشافن. في نفس الوقت تم تحسين الاتصال البريدي، وفي عام 1857 تم فتح التلغراف.

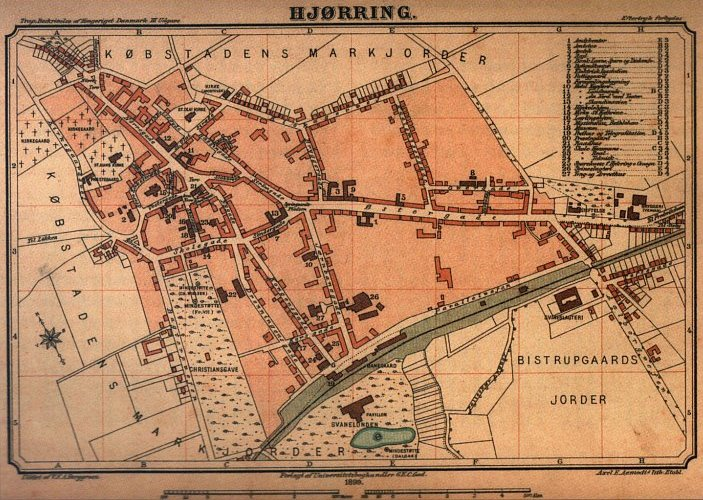
خريطة قديمة لمدينة يورينغ تعود لعام 1899

بالتوازي مع التطور الاقتصادي، توسعت المدينة في مساحتها.
لكن النمو الاقتصادي بدأ بالفعل قرابة عام 1850، وبحلول عام 1900 تضاعف عدد السكان أكثر من أربعة أضعاف وتم توسيع شبكة الشوارع، وفي 15 أغسطس 1871، تم افتتاح خط السكة الحديد بين آلبورغ وفغيدريكسهاون، وبعد ذلك تم إنشاء مسابك حديدية جديدة ومصانع الغزل والملابس. وفي عام 1883 بدأ مصنع الجعة Vendia (الذي استولى عليه سيريس في عام 1964، وأغلق في عام 1989)، وفي عام 1884 تم إنشاء فندق Kyper (تم تغيير الاسم في عام 1947 إلى فندق Phønix)، وفي عام 1890 تم افتتاح مصنع للتبغ، وفي عام 1891 تم افتتاح المؤسسة التعاونية وتم إنشاء مسلخ الخنازير (أغلق عام 2005). حصلت المدينة على محطة كهرباء في عام 1896. قرابة عام 1900م، أصبحت المدينة تقيم أسواق للتجارة فكان هناك أسواق للخيل والماشية والأغنام وعلى صعيد الصناعة والمعامل الصناعية، كان في المدينة في عام 1872م: 4 مسابك حديد، و 3 مصانع تقطير، ومصنع جعة واحد، وطاحونة بخار ومخبز، ومطبعة للكتب، ومصنع تبغ. وفي وقت لاحق تم إنشاء مصنعان للغزل ومصانع أقمشة بها صباغة، ومسلخان للخنازير (يتم ذبح 50000 خنزير سنويًا)، 2 مسبك حديد ومصنع للآلات ومصنع الجعة (الإنتاج السنوي حوالي 10000 برميل من البيرة)، بالإضافة للمخابز البخارية، ومصنع ألبان ومصنع تبغ ومنشرة، 3 مصانع لتعبئة المياه المعدنية، ومصنع للحلويات، و 3 دور لطباعة الكتب، وأكثر من ذلك
كان عدد سكان يورينغ يتزايد في أواخر القرن التاسع عشر وأوائل القرن العشرين ووفقًا لإحصاء عام 1906، بلغ عدد السكان 8794 نسمة، منهم 757 يعيشون على الزراعة وتربية الحيوانات وانتاج الألبان، و 3 على صيد الأسماك، و 4634 يعملون في التجارة والصناعة وكانت التجارة والحرف والزراعة هي الصناعات الرئيسية في المدينة.

### التاريخ الحديث
في الفترة ما بين الحربين العالميتين، كان عدد سكان يورينغ في تزايد إضافة لذلك كان هناك أيضًا زيادة طفيفة في عدد سكان ضواحي المدينة.
| العام               | 1916  | 1921   | 1925   | 1930   | 1935   | 1940   |
| ------------------- | ----- | ------ | ------ | ------ | ------ | ------ |
| سوق مدينة يورينغ    | 9.993 | 10.945 | 11.093 | 11.126 | 11.714 | 12.384 |
| الضواحي حول المدينة | -     | -      | 480    | 265    | 277    | 382    |
| شارع آلبورغ         | -     | -      | *      | 243    | 304    | 403    |
| المدينة وضواحيها    | 9.993 | 10.945 | 11.573 | 11.634 | 12.295 | 13.169 |

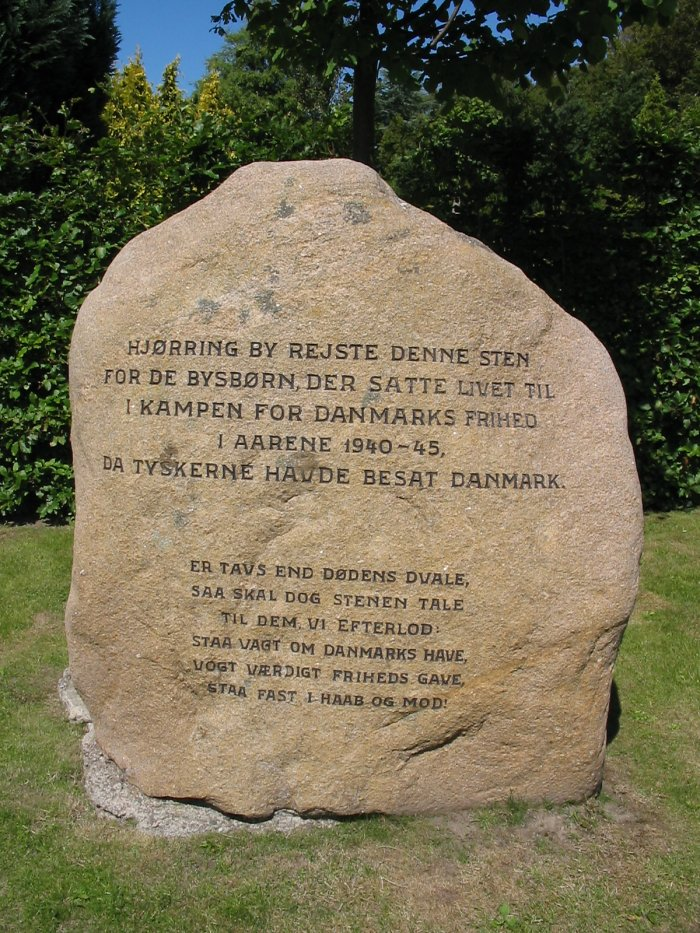
بعد الحرب العالمية الثانية، وضع هذا الحجر من قبل الكنيسة لإحياء ذكرى نضال المقاومة

وفي الفترة ما بعد الحرب العالمية الثانية، واصل النمو السكاني في مدينة يورنغ. في الوقت نفسه، كان هناك نمو إضافي في الضواحي المستوطنة في بلدية سانكت هانز-سانكت أولاي.
| العام             | 1945   | 1950   | 1955   | 1960   | 1965   |
| ----------------- | ------ | ------ | ------ | ------ | ------ |
| سوق مدينة يورينغ  | 13.346 | 14.093 | 14.591 | 15.038 | 15.421 |
| ضاحية سانت كنود   | 354    | 445    | 462    | 487    | 510    |
| شارع آلبورغ       | 429    | 717    | 1.102  | 1.421  | 1.847  |
| شارع لوكينس       | -      | -      | 63     | 85     | 154    |
| شارع سكاغين       | -      | -      | -      | -      | 667    |
| يورينغ مع ضواحيها | 14.129 | 15.255 | 16.218 | 17.031 | 18.599 |

تم إنشاء شبكة الطرق السريعة بين المدينة والمدن المحيطة، وفي عام 2002م تم توصيل المدينة ببقية شبكة الطرق السريعة الأوروبية، وفي عام 2008، تم افتتاح مركز التسوق الجديد في المدينة والذي ضم بناء المكتبة العامة الحديثة، بالإضافة إلى صالة السباحة في الطرف الشرقي من المدينة.
تتمتع يورينغ بحياة ثقافية غنية ومزدهرة. حيث يوجد في المدينة متحف الفن الذي تم تنظيمه في مصنع ملابس مهجور ومتحف التاريخ ومسرح وقاعة سينما والعديد من الأندية الرياضة وخاصة أندية كرة القدم

## المدن التوأم
يوجد ليورينغ أربع مدن توأمية وهي:
| - تشانغتشون، الصين - كيرافا، فنلندا | - كريستيانساند، النرويج - رايكيانسبير، آيسلندا | - Runavík، جزر فارو - ترولهتان، السويد |

## مشاهير من يورينغ

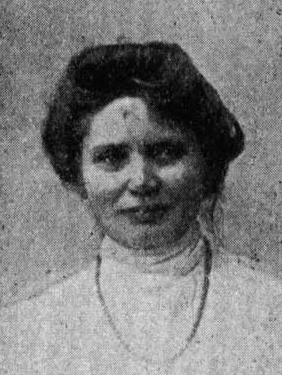
شارلوت إيلرسجارد 1910

- هانس جرام (1685 - 1748) أكاديمي ومؤرخ دنماركي
- أكسل ميكلسن (1849-1929) معلم ومدرب حرفي دانماركي، أدخل النظام السويدي لتعليم الحرف المهنية المسمى "sloyd" إلى مدراس الدنمارك[23]
- شارلوت إيلرسجارد (1858-1922) كاتبة ومحررة دنماركية كتبت قصصًا قصيرة ومسرحيات وروايات، وشاركت في دعم الحركة النسائية، وخاصة في مسألة حقوق المرأة في التصويت.
- جون كيير هانسن (1907-1944) كان عضو في المقاومة الدنماركية التي أعدمها الاحتلال الألماني
- آن إليونورا يورغنسن (مواليد 1965) ممثلة سينمائية وتلفزيونية وتمثل في المسرح الدانماركي[24]
- هانا فيبيكا هولست (مواليد 1959) كاتبة وصحفية [25]
- كاسبر باي (مواليد 1974) كاتب أغاني وملحن وموزّع وعازف غيتار دنماركي
- فيكتور يورغينسن (1924-2001) ملاكم، حائز على الميدالية البرونزية في دورة الألعاب الأولمبية الصيفية لعام 1952
- موغنس كروغ (من مواليد 1963) حارس مرمى دنماركي محترف متقاعد، لديه 654 مباراة محترفة

## وصلات خارجية
- الموقع الإلكتروني لبلدية يورينغ
- مكتب سياحة يورينغ
- متحف التاريخ في فينسيسيل
- محتف الفن في فينسيسيل